# حشره‌خوار آبزی برازنده
 حشره‌خوار آبزی برازنده (نام علمی: Nectogale elegans) نام یک گونه از زیرخانواده حشره‌خوارهای دندان‌سرخ است.